# Cyberdreams
Cyberdreams Interactive Entertainment была издателем видеоигр, расположенным в Калифорнии, действовавшим с 1990 по 1997 год.

## История
Патрик Кетчум, который до этого был основателем другого разработчика игр — Datasoft, основал Cyberdreams в 1990 году. В 1995 году произошла «внутренняя встряска», в ходе которой инвесторы уволили руководство и создали «команду управления капитальным ремонтом», которая осуществила перепродажу бизнеса сторонним компаниям. Кетчум покинул компанию и начал карьеру фотографа. Компания прекратила свое существование в начале 1997 года.
Самыми успешными играми Cyberdreams были игры серии Dark Seed, вобравшие в себя искусство Х. Р. Гигера, и I Have No Mouth, and I Must Scream, основанные на одноименном рассказе Харлана Эллисона. Среди других опубликованных игр Cyberdreams были CyberRace, футуристическая гоночная игра, использующая дизайн автомобилей Сида Мида, Noir: A Shadowy Thriller, интерактивный фильм нуар и продолжение Dark Seed.

## Список опубликованных игр
- Dark Seed[англ.] (1992)
- CyberRace (1993)
- Red Hell (1993)
- Dark Seed II (1995)
- I Have No Mouth, and I Must Scream (1995)
- Noir: A Shadowy Thriller (1996)

Игры, анонсированные объявленные Cyberdreams, но так и не завершенные, включают Hunters of Ralk, ролевую видеоигру, разработанную создателем Dungeons & Dragons Гэри Гайгаксом, и «Принципы страха Уэса Крэйвена» основанные на концепции кинорежиссёра Уэса Крэйвена. Другими анонсированными, но не выпущенными играми являются Evolver, игра по мотивам фильма Особь, Reverence и The Incredible Shrinking Character. Только две из анонсированных игр смогли выйти с помощью других издателей: — Ares Rising и Blue Heat. Прототип Reverence был выложен в интернет в результате утечки.